# 安大略省上訴法院
安大略省上訴法院（英語：Court of Appeal for Ontario，簡稱）是加拿大安大略省的上訴法院。法院所在地為多倫多市中心的奧斯古大堂（Osgoode Hall），即皇后西街130號（130 Queen Steet West）。此地也是安大略省律師會及安大略省高級法院分庭的所在地。

## 簡介
法院由22個裁判席位組成，此外還有一至多名編外法官。他們每年審理超過1,500件關於私法、憲法、刑事法、行政法的案件及其他案件的上訴。加拿大最高法院審理的上訴不到安大略省上訴法院裁決的3%。因此，實際上，安大略省上訴法院是安大略省大多數訴訟人的最後上訴途徑。
安大略省上訴法院最引人注目的判決是2003年Halpern訴加拿大（檢察總長）案（Halpern v Canada (AG)）的判決。該判決認定將婚姻定義為一男一女之間的結合違反了《加拿大權利與自由憲章》第15條（法律之前人人平等），從而令安大略省的同性婚姻合法化，並使加拿大成為世界上第一個通過法院裁決將同性婚姻合法化的司法管轄區。
不少曾於安大略上訴法院任職的法官後晉升至加拿大最高法院，例如Rosalie Abella、Louise Arbour、Peter Cory、Louise Charron、Andromache Karakatsanis、Bora Laskin、Michael Moldaver，其中還包括安大略省上訴法院（1975年）及加拿大最高法院（1982年）的第一位女性法官Bertha Wilson。
上訴法院的管轄權由安大略省《法院法令》（Courts of Justice Act）授予。 

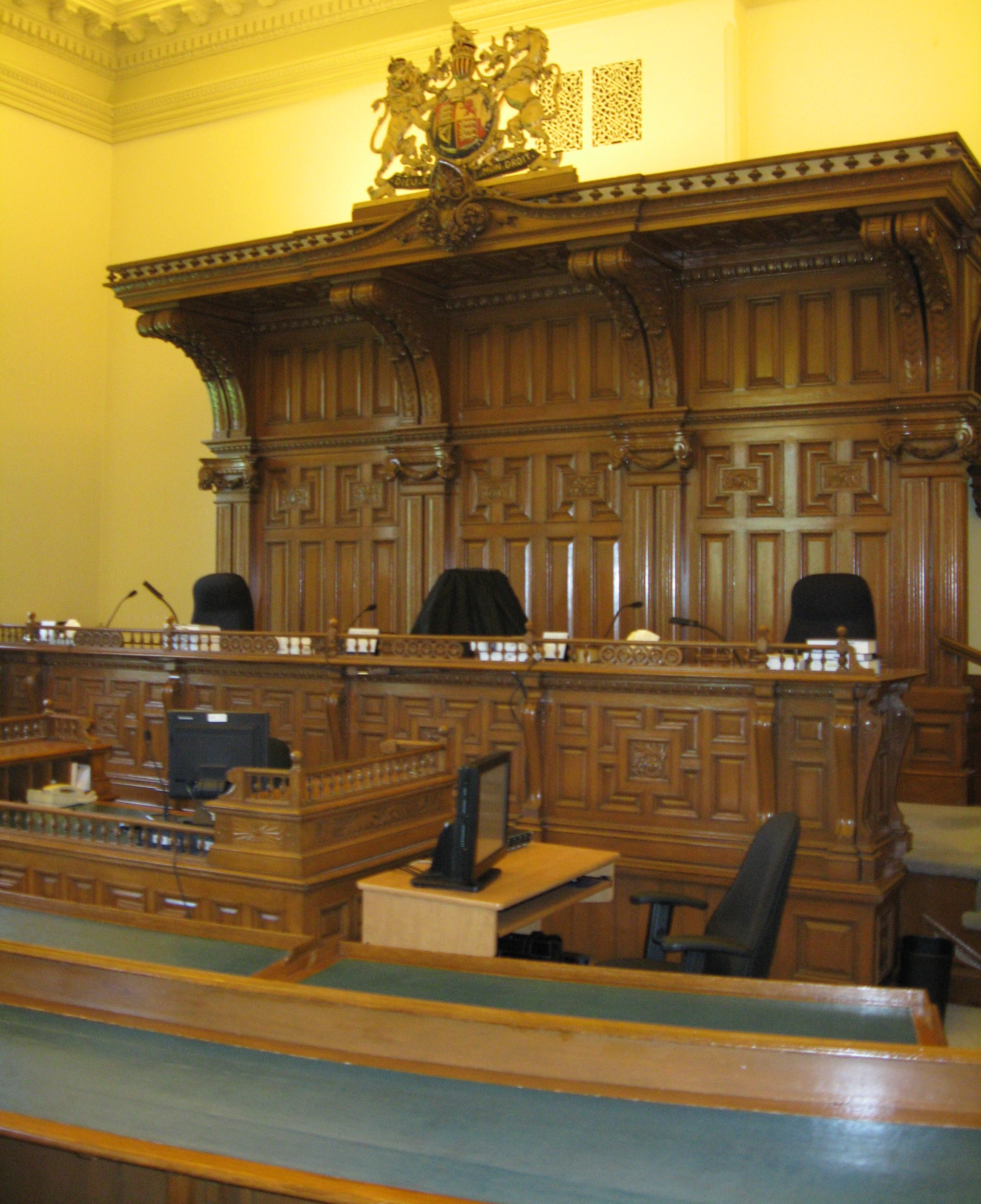
奧斯古大堂的法庭， 上方是英國皇家紋章。直到1931年，該紋章一直是被用作整個大英帝國通用的皇家徽章。《1931年西敏法令》頒佈後，加拿大國徽被加拿大採用為正式皇徽，因此現今加拿大法院普遍使用加拿大國徽代表官方（加拿大女皇）。然而，奧斯古大堂的法庭至今仍保留着大英皇徽。